# Elin Gustavsson
Elin Jelena Gustavsson (ur. 18 stycznia 1993 w Höji) – szwedzka koszykarka, występująca na pozycjach silnej skrzydłowej lub środkowej, reprezentantka kraju, od 2023 zawodniczka Polskiego Cukru AZS-UMCS Lublin.
W lipcu 2023 została zawodniczką Polskiego Cukru AZS-UMCS Lublin.

## Osiągnięcia
Stan na 18 marca 2024, na podstawie, o ile nie zaznaczono inaczej.

### NCAA
- Uczestniczka rozgrywek turnieju NCAA (2016)
- Mistrzyni sezonu zasadniczego konferencji Mountain West (2014, 2017)
- Most Outstanding Player (MOP=MVP) turnieju konferencji Mountain West (2016)
- Zaliczona do:
  - I składu:
    - Mountain West (2017)
    - najlepszych pierwszorocznych zawodniczek Mountain West (2014)
    - turnieju:
      - Mountain West (2014, 2016, 2017)
      - Omni Hotels Classic (2014)
- Koszykarka tygodnia konferencji Mountain West (7.12.2015, 30.01.2017)

### Drużynowe
- Zdobywczyni Superpuchar Polski w koszykówce kobiet (2023)[7]
- Finalistka Pucharu Polski (2024)[8]
- Uczestniczka międzynarodowych rozgrywek:
  - Euroligi (od 2023)
  - Eurocup (2019–2021, 2022/2023)

### Indywidualne
(* – nagrody przyznane przez portal eurobasket.com)
- Zaliczona do:
  - I składu kolejki OBLK (2, 9, 11 – 2023/2024)[9][10]
  - składu honorabe mention ligi hiszpańskiej (2019)*

### Reprezentacja
Seniorska
5x5
- Uczestniczka kwalifikacji do Eurobasketu (2021, 2023, 2024/2025)

3x3
- Uczestniczka:
  - mistrzostw Europy 3x3 (2018 – 21. miejsce, 2019 – 15. miejsce, 2021 – 15. miejsce)
  - kwalifikacji do mistrzostw Europy 3x3 (2018, 2019, 2021 – 6. miejsce)

Młodzieżowe
- Uczestniczka:
  - uniwersjady (2017 – 6. miejsce)
  - mistrzostw Europy:
    - U–20 (2012 – 6. miejsce, 2013 – 13. miejsce)
    - U–18 (2010 – 8. miejsce)
    - U–16 (2008 – 4. miejsce, 2009 – 13. miejsce)